# Hularo
Hularo è un materiale sintetico a base di polietilene colorato.
Per le sue caratteristiche di resistenza tensionale e trazionale viene utilizzato per la costruzione di mobili per il giardino.
Ottima resistenza agli agenti atmosferici come raggi UV, gelo e pioggia, tenendo inalterate le caratteristiche di forma e colore.